# Menjagrà de carpó rogenc
El menjagrà de carpó rogenc (Sporophila hypochroma) és un ocell de la família dels tràupids (Thraupidae).

## Hàbitat i distribució
Habita zones arbustives i sabanes, localment al nord i est de Bolívia, sud-oest del Brasil i nord-est de l'Argentina.